# Maasheggen
De Maasheggen zijn een landschap en een keten van natuurgebieden aan de Maas tussen de Noord-Brabantse plaats Vierlingsbeek en het Gelderse Batenburg.
De Maasheggen zijn in Noord-Brabant het beste bewaard en grote delen van het gebied zijn daar eigendom van Staatsbosbeheer. Dit betreft 191 ha (Bergjes), 118 ha (Oeffelter Meent) en 59 ha (Middelsteegsche Weiden). Aan de andere zijde van de Maas in de Noord-Limburgse gemeenten Bergen, Gennep, Mook en Middelaar en de Gelderse gemeenten Heumen en Wijchen wordt het landschap bedreigd.

## Landschap
Karakteristiek voor de Maasheggen is dat het landschap is verdeeld in een groot aantal kleine percelen die van elkaar zijn gescheiden door meidoorn- en sleedoornheggen. De meidoornstruiken worden half doorgezaagd en naar de zijkant geleid, zodat de struiken in elkaar groeien (dit wordt 'leggen' genoemd). Daar waar gezaagd is, groeien weer nieuwe takken zodat er een heel dichte heg ontstaat. Doordat de heggen zo dicht in elkaar gevlochten zijn, vormen ze een ondoordringbare afscheiding. Ze dienen vooral als perceelscheiding en veekering, maar helpen ook bij het buiten houden van roofdieren. Iedere keer als de uiterwaarden onder water lopen, helpen de heggen bij het opvangen van slib; als het water zich terugtrekt, blijft het slib achter waardoor de bodem in het gebied erg vruchtbaar is.
De Maasheggen liggen in Brabant in de uiterwaarden van de Maas in het gebied bij de dorpen Vierlingsbeek, Boxmeer en Oeffelt. Het eeuwenoude landschap is uniek in West-Europa, en de Maasheggen vormen een bijzonder ecosysteem waar een aantal zeldzame planten- en diersoorten voorkomen; er komen bijvoorbeeld dassen voor en de dichte heggen vormen ook een prima broedplaats voor allerlei vogels. 

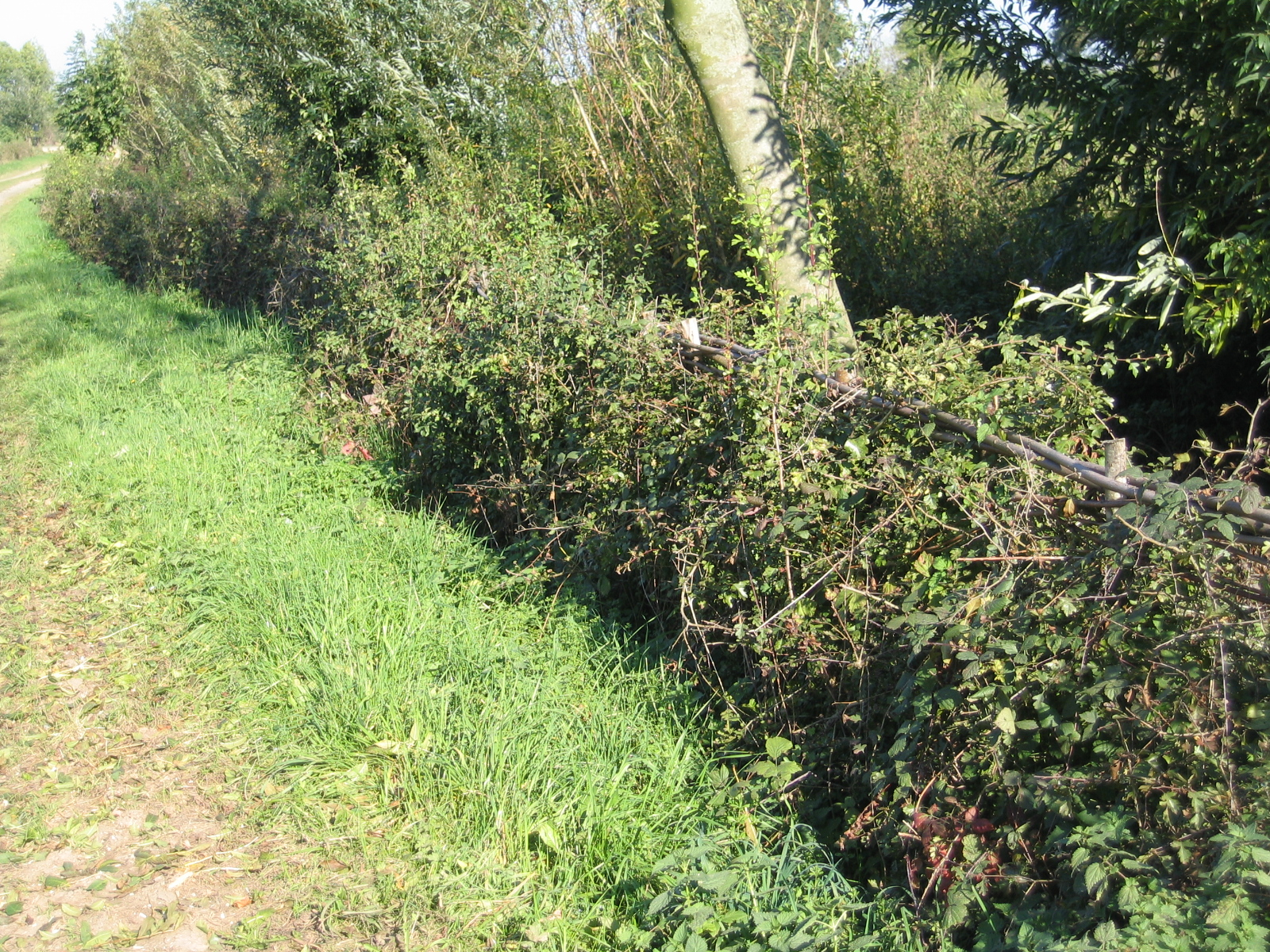
Het heggenvlechten is erkend als immaterieel cultureel Nederlands erfgoed.

## Geschiedenis
De Maasheggen waren vroeger langs alle uiterwaarden van de Maas te vinden. Met de uitvinding van het prikkeldraad (en later ook het schrikdraad) begon echter de ondergang voor de heggen als perceelscheiding. Vooral kort na de Tweede Wereldoorlog was er ineens een overschot aan prikkeldraad en de vlechtheg is toen vrijwel overal verdwenen als perceelafscheiding. Het Maasheggengebied op de grens van Noord-Brabant en Limburg is echter bewaard gebleven.
Het ambacht van heggenvlechten is in 2015 op de Nationale Inventaris Immaterieel Erfgoed geplaatst. Op 25 juli 2018 wees UNESCO het Maasheggengebied als eerste in Nederland aan als biosfeerreservaat, waardoor het gebied op financiële steun van UNESCO kan rekenen.

## Recreatie
Door de Oeffelter Meent is een gemarkeerde wandeling van 17,5 km uitgezet. De Lange-afstandsfietsroute no. 3 (Maasroute) loopt door het gehele gebied.